# Korfbal in Suriname
Korfbal is in Suriname een sport die er rond 1910 werd geïntroduceerd. De eerste sportbond was in de jaren 1930 de Surinaamse Korfbal Bond. Na de jaren 1980 raakte de sport in de vergetelheid. In 2017 werd de Surinaamse Korfbal Federatie opgericht om de sport in Suriname nieuw leven in te blazen. Het Surinaams korfbalteam, bestaande uit Nederlanders van Surinaamse komaf, werd zesde tijdens het Wereldkampioenschap korfbal van 2019 in de Zuid-Afrikaanse stad Durban.

## Geschiedenis

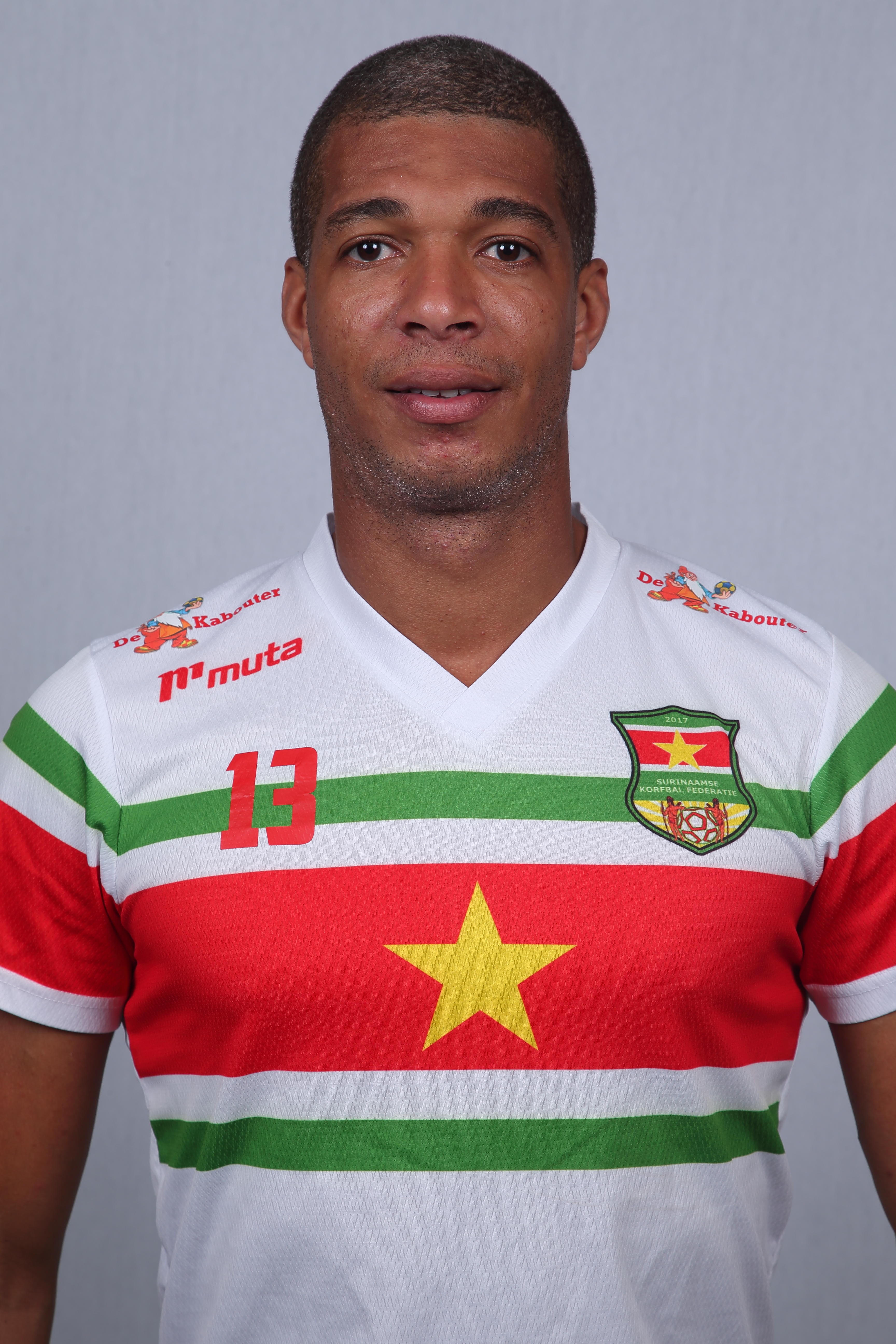
Onder aanvoering van Gerald van Dijk maakte het Surinaams korfbalteam zijn rentree vanaf 2017

Een vroeg moment van korfbal in Suriname was een wedstrijd onder militairen in mei 1909. Op 30 juli 1910 werd ook een korfbalwedstrijd gespeeld toen sportvereniging Hou Braeft Stand de openingsdag vierde van hun speelterrein. Enkele jaren later, in 1916, speelden de Surinaamse Padvinders Organisatie en de eerste vereniging, de Surinaamse Korfbal Vereniging (SKV), hun eerste wedstrijd tegen elkaar.
In 1932 werd de eerste korfbalcompetitie opgezet, die ook in de jaren erna herhaald werd; in dat jaar waren er inmiddels vijf verenigingen. De oprichting van de Surinaamse Korfbal Bond vond formeel plaats op 1 januari 1934. Sinds 1932 was er niettemin al een bestuur in functie.
Tijdens de Tweede Wereldoorlog was er weinig tot geen animo voor korfbal en in 1950 werd de competitie opnieuw opgestart. Na nog een lichte bloei in de jaren zestig, zakte de interesse voor korfbal in de jaren zeventig in. Ook in de jaren tachtig werden er nog competities gespeeld, maar was de animo niet groot.
In 2017, toen de korfbalsport in Suriname in de vergetelheid geraakt was, richtte Gerald van Dijk de Surinaamse Korfbal Federatie op, met het doel korfbal in Suriname nieuw leven in te blazen. Het Surinaams korfbalteam deed mee aan het Wereldkampioenschap korfbal van 2019 in de Zuid-Afrikaanse stad Durban en bereikte daar de zesde plaats. Tijdens de debuutjaren bestaat het team vrijwel geheel uit Nederlanders van Surinaamse afkomst, ook wel de diaspora genoemd. In 2023 bestond het team volledig uit diasporakorfballers. Dit team werd vijfde tijdens de wereldkampioenschappen van 2023.